# Ganga del Tibet
La ganga tibetana (Syrrhaptes tibetanus) és una espècie d'ocell de la família dels pteròclids (Pteroclididae) que habita altiplans de l'Àsia central des de Tadjikistan i oest de la Xina cap al sud fins al nord de l'Índia i Tibet.